# Perau da Nêga
O Perau da Nêga é uma formação geológica localizada no interior do município de Boqueirão do Leão, Rio Grande do Sul, Brasil (29° 20' 15" S 52° 26' 16" O). Esta formação propicia um microclima ideal para o desenvolvimento de bromélias do gênero Dyckia nas suas paredes e de xaxim nos arredores da formação. Ambas espécies estão ameaçadas de extinção. Além disso, nos arredores do Perau da Nêga e Cascata do Gamelão, é possível observar populações de Trithrinax brasiliensis, espécie criticamente ameaçada de extinção no estado do Rio Grande do Sul. A região não está protegida por lei, dificultando a preservação destas e outras espécies.